# Sexy Eyes
Sexy Eyes ist ein Lied der US-amerikanischen Pop-Country-Rock-Band Dr. Hook aus dem Jahr 1979.

## Entstehung und Veröffentlichung
Das Lied wurde gemeinsam von Robert J. Mather, Keith Stegall und Chris Waters geschrieben beziehungsweise komponiert. Für die Produktion zeichnete Ron Haffkine verantwortlich.
Die Erstveröffentlichung von Sexy Eyes erfolgte als Teil von Dr. Hooks Studioalbum Sometimes You Win im September 1979 bei Capitol Records (Katalognummer: SOO-12023). Am 28. Januar 1980 erschien das Lied erstmals als Single. Diese erschien in verschiedenen Ausführungen als 7″-Single, im deutschsprachigen Raum mit der B-Seite Help Me Mama (Katalognummer: 006-86 105).
Auch die schwedische Sängerin Siw Inger veröffentlichte 1980 auf Toledo ein deutschsprachiges Cover.

## Rezeption

### Chartplatzierungen
| ChartsChartplatzierungen       | Höchstplatzierung | Wochen/ Monate |
| ------------------------------ | ----------------- | -------------- |
| Deutschland (GfK)              | 2 (25 Wo.)        | 25 Wo.         |
| Österreich (Ö3)                | 11 (3½ Mt.)       | 3½ Mt.         |
| Schweiz (IFPI)                 | 6 (9 Wo.)         | 9 Wo.          |
| Vereinigtes Königreich (OCC)   | 4 (9 Wo.)         | 9 Wo.          |
| Vereinigte Staaten (Billboard) | 5 (21 Wo.)        | 21 Wo.         |

| ChartsJahrescharts (1980)      | Platzierung |
| ------------------------------ | ----------- |
| Deutschland (GfK)              | 18          |
| Vereinigtes Königreich (OCC)   | 59          |
| Vereinigte Staaten (Billboard) | 25          |

### Auszeichnungen für Musikverkäufe
| Land/Region               | Auszeichnungen für Musikverkäufe (Land/Region, Auszeichnung, Verkäufe) | Verkäufe  |
| ------------------------- | ---------------------------------------------------------------------- | --------- |
| Neuseeland (RMNZ)         | Platin                                                                 | 30.000    |
| Vereinigte Staaten (RIAA) | Gold                                                                   | 1.000.000 |
| Insgesamt                 | 1× Gold · 1× Platin ·                                                  | 1.030.000 |

## Coverversion von Bürger Lars Dietrich

### Entstehung und Veröffentlichung
Im Jahr 1996 nahm der deutsche Entertainer und Musiker Bürger Lars Dietrich eine deutschsprachige Version von Sexy Eyes mit dem Titel Sexy Eis. Während die Komposition auf dem Original basiert, entstammt der neu verfasste Text von Bürger Lars Dietrich selbst. Für die Produktion zeichnete Stefan Raab verantwortlich.
Die Erstveröffentlichung von Sexy Eis erfolgte als Teil von Bürger Lars Dietrichs zweitem Studioalbum Dicke Dinger am 1. Mai 1996 bei EastWest (Katalognummer: 0630-15100-2). Am 24. Mai 1996 erschien das Lied erstmals als Single. Diese erschien als CD-Maxi-Single mit zwei zusätzlichen Remixen sowie den Titeln E! und Liebe ist Musik als B-Seiten (Katalognummer: 0630-15097-2).

### Chartplatzierungen
| ChartsChartplatzierungen | Höchstplatzierung | Wochen |
| ------------------------ | ----------------- | ------ |
| Deutschland (GfK)        | 12 (17 Wo.)       | 17     |
| Österreich (Ö3)          | 11 (10 Wo.)       | 10     |
| Schweiz (IFPI)           | 11 (10 Wo.)       | 10     |

| ChartsJahrescharts (1996) | Platzierung |
| ------------------------- | ----------- |
| Deutschland (GfK)         | 82          |